# Robert Olsson (arkeolog)
Kurt Enar Robert Olsson, född 3 november 1959 i Härnösand, är en svensk museiman.
Robert Olsson utbildade sig till arkeolog med inriktning på Mellersta Norrlands järnålder vid Umeå universitet under tidigt 1980-tal. Han har arbetat på Riksantikvarieämbetet och på länsstyrelsen i Västernorrlands län som länsantikvarie och sedan som chef för samhällsbyggnadsavdelningen där han ansvarade för områdena kulturmiljö, miljö- och naturvård samt samhällsplanering. Han har varit överintendent och chef för Statens maritima museer åren 2006–2015. Under perioden 2012–2015 var han även ordförande för Riksförbundet Sveriges museer. Under senare delen av 2015 var han länsmuseichef på Murberget, Länsmuseet i Västernorrland. Han var från 1 mars 2016 till 31 mars 2021 kulturdirektör i Stockholms stad.